# Филл, Петер
Петер Филл (итал. Peter Fill, род. 12 ноября 1982 года в Кастельротто, Южный Тироль, Италия) — итальянский горнолыжник, вице-чемпион мира 2009 года в супергиганте и бронзовый призёр чемпионата мира 2011 года в суперкомбинации. Победитель Кубка мира в зачёте скоростного спуска в сезоне 2015/16 и сезоне 16/17 победитель двух этапов Кубка мира. Специализируется в скоростных дисциплинах.

## Карьера
В 1999 году он достиг большого успеха, выиграв все дисциплины на чемпионате Италии среди молодежи, после чего итальянская пресса окрестила его прозвищем «il fenomeno» (феномен).
Его первый успех на международном уровне состоялся в 2001 году, когда он завоевал бронзовую медаль в гигантском слаломе на молодёжном чемпионате мира в Вербье. В комбинации Филл занял 4-е место.
В феврале 2002 года Филл выиграл золото в супергиганте на молодёжном чемпионате мира в Тарвизио и в результате 7 марта того же года принял участие в своем первом этапе Кубка мира в Альтенмаркте (Австрия), где занял 12-е место.
В сезонах 2005/06 и 2006/07 Петер 7 раз поднимался на призовой подиум на этапах Кубка мира: 4 из них в скоростном спуске и 2 в супергиганте, но не выиграл ни разу.
Начиная с 2007 года его менеджером является Андреас Голлер, который представляет интересы ряда известных атлетов.
В сезоне 2007/08 он 7 раз входил в десятку на этапах Кубка мира, но не завоевал ни одного подиума.
29 ноября 2008 года Петер выиграл первый в своей карьере этап Кубка мира в Лейк Луизе (Канада), обойдя швейцарца Карло Янку и шведа Ханса Ульссона и тем самым стал седьмым итальянцем в истории Кубка мира, выигравшим этап в скоростном спуске.
4 февраля 2009 года он завоевал серебряную медаль в супергиганте на чемпионате мира в Валь-д'Изере (Франция). Он обошёл трёхкратного чемпиона мира норвежца Акселя Лунд Свиндаля, но не смог обойти швейцарца Дидье Кюша. Медаль Петера была единственным успехов мужской сборной Италии на том чемпионате. На следующем чемпионате мира 2011 года в немецком Гармише Филл выиграл бронзу в суперкомбинации.
В 2010-е годы в Кубке мира результаты Филла в Кубке мира в целом снизились. С января 2009 года по декабрь 2013 года почти пять лет он не мог попасть в тройку лучших на этапах Кубка мира. Наконец, 6 и 7 декабря 2013 года Филл становился третьим в скоростном спуске и супергиганте американском Бивер-Крике.
Достаточно успешно опытный итальянец начал сезон 2015/16. Впервые с сезона 2006/07 он сумел более двух раз попасть в тройку лучших за сезон. Более того, спустя 7 с лишним лет после первой победы, Филлу удалось выиграть этап Кубка мира в скоростном спуске на престижной трассе в Кицбюэле. По итогам сезона Филл выиграл первый в своей долгой карьере малый Хрустальный глобус, став лучшим в зачёте скоростного спуска.

### Личная жизнь
Родителей Петера зовут Алоис и Луция, у него две сестры: Беттина и Сара. Двоюродная сестра Петера — горнолыжница Дениз Карбон. После окончания средней школы он начал работать автомобильным механиком, и посещать специализированную школу, но оставил её когда занялся горными лыжами более серьёзно. Его родным языком является немецкий но он также в совершенстве говорит на итальянском и английском языках. В свободное время он увлекается футболом, гольфом, хоккеем, горным велосипедом и быстрыми спортивными седанами. Его любимый фильм – «Матрица», любимая книга – автобиография велогонщика Лэнса Армстронга «It’s not about the bike». Ему нравится слушать немецкого исполнителя Ксавьера Найду, а также он является болельщиком туринского футбольного клуба «Ювентус».

## Инвентарь
- Лыжи, ботинки, крепления: Atomic
- Шлем, Защитные очки: Briko
- Перчатки, палки: Leki

## Результаты

### Чемпионат мира
- Валь-д’Изер 2009: серебро в супергигант]
- Гармиш-Партенкирхен 2011: бронза в суперкомбинации

### Молодёжный чемпионат мира
- 2001, Вербье: бронза в гигантском слаломе
- 2002, Тарвизио: золото в супергиганте

### Кубок мира
- 14 подиумов
  - 2 раза — первое место
  - 5 раз — второе место
  - 7 раз — третье место

### Победы на этапах Кубка мира
На 23 января 2016 года
|   | Сезон   | Дата        | Место     | Дисциплина           |
| - | ------- | ----------- | --------- | -------------------- |
| 1 | 2008/09 | 29 ноя 2008 | Лейк Луиз | Скоростной спуск     |
| 2 | 2015/16 | 23 янв 2016 | Кицбюэль  | Скоростной спуск (2) |